# بريسانا بوتارون (بافيا)
بريسانا بوتارون (بالإيطالية: Bressana Bottarone)‏ هي بلدة تقع في مقاطعة بافيا بإقليم لومبارديا في شمال إيطاليا. تبلغ مساحة هذه المدينة 13.1 (كم²)، وترتفع عن سطح البحر م، بلغ عدد سكانها 3437 نسمة في عام 2007 حسب إحصاء المعهد الوطني للإحصاء.

## السكان
في سنة 1861 بلغ عدد السكان 2٬225 نسمة، وتطور العدد ليصل في سنة 2011 لـ 3٬535 نسمة.
يظهر هذا المخطط البياني تطور النمو السكاني لـ بريسانا بوتارون (بافيا)

## وصلات خارجية
- الموقع الرسمي